# The cross and the crucible
The cross and the crucible is het achtste muziekalbum van de Schotse muziekgroep Pallas. Het album is opgenomen in de eigen geluidsstudio The Mill in Crathes, Aberdeenshire in de winter van 2000 naar 2001. Voor het eerst maakte Pallas gebruik van gastmusici. Het nummer The cross and the crucible is geïnspireerd op het Requiem van Wolfgang Amadeus Mozart. De muziek van dit album kon volgens de recensenten binnen de progressieve rock de toets van vergelijking met Pallas' klassieker binnen het genre The sentinel doorstaan, vooral in de pompeus klinkende gedeelten. 
Het nieuwe logo van Pallas is ook een terugkeer naar The sentinel; Patrick Woodroffe, hoesontwerper van dat album, ontwierp het. Het album neigt naar een conceptalbum over  (het misbruik van) de wetenschap en geloof. Citaat uit For the greater glory: "Dear Ma, I’m sorry, but God doesn’t live here..". De soldaat bevindt zich dan in de loopgraven in Vlaanderen of Frankrijk, hij wist het zelf niet meer.
Het album verscheen in twee versies, een normale uitvoering en een luxe editie met boekwerkje en een multimediatrack. 

## Musici
- Alan Reed – zang, akoestische gitaar
- Niall Matthewson – gitaar
- Ronnie Brown – toetsinstrumenten
- Graeme Murray – basgitaar
- Colin Frazer – slagwerk, percussie

met:
- Claire Bleasdale, Laura Sinclair, Trevor Gray, Alistair Taylor zang op The cross en Towers of babble,
- Laura Harrow – zang Midas rock, Who’s to blame
- The Doctor – zang The alchemist

## Muziek
| Nr. | Titel                      | Duur  |
| --- | -------------------------- | ----- |
| 1.  | The big bang               | 3:20  |
| 2.  | The cross and the crucible | 9:06  |
| 3.  | For the greater glory      | 7:36  |
| 4.  | Who's to blame             | 4:45  |
| 5.  | The blinding darkness      | 6:43  |
| 6.  | Towers of babble           | 8:11  |
| 7.  | Generations                | 5:21  |
| 8.  | Midas touch                | 11:14 |
| 9.  | Celebration!               | 7:22  |